# Nahverkehr in Ludwigshafen am Rhein

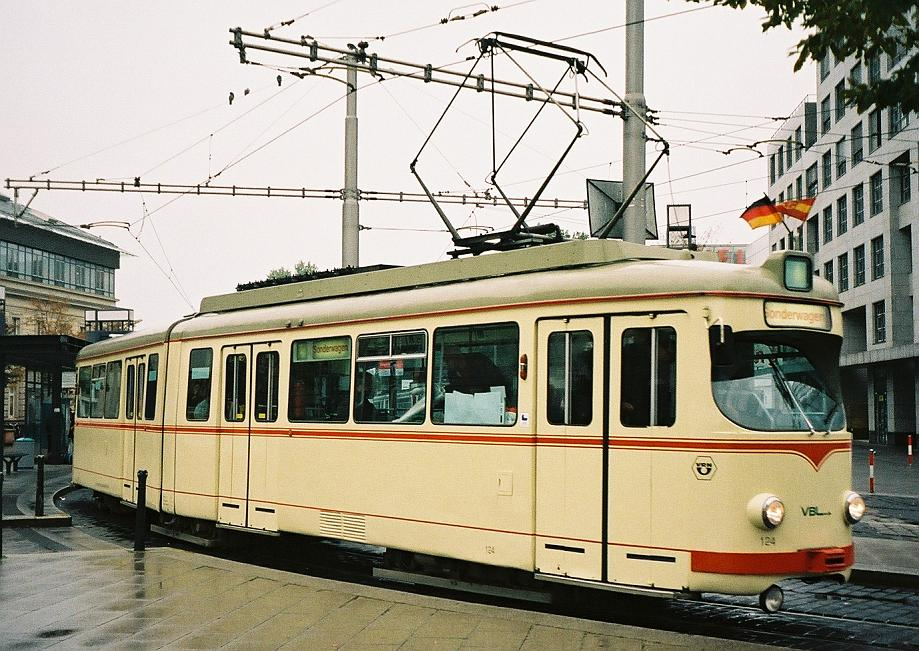
Ein Ludwigshafener GT6 mit der Wagennummer 124 am Mannheimer Hbf bei einer Sonderfahrt 2004

Der öffentliche Personennahverkehr in Ludwigshafen am Rhein wird durch die Straßenbahn- und Buslinien der Rhein-Neckar-Verkehr GmbH (RNV) und den Buslinien der Palatinabus, Dürk Reisen und der Verkehrsbetriebe Leiningerland – Eistalbus erbracht. Hinzu kommt die S-Bahn RheinNeckar, die vorerst auf drei Hauptlinien den Hauptteil des Rhein-Neckar-Raums erschließt und bis in die Pfalz, den Odenwald und nach Südhessen führt, sowie die Regional(-express)bahnen, die ebenfalls zum Nahverkehrsangebot der DB Regio Mitte gehören. Alle öffentlichen Verkehrsmittel können zu den Tarifen des Verkehrsverbundes Rhein-Neckar (VRN) benutzt werden.

## Linienübersicht

### S-Bahn und DB-Regionalverkehr
In Ludwigshafen werden folgende Bahnhöfe und Haltepunkte bedient (einzelne Fahrten werden bei den angegebenen Linien nicht berücksichtigt):
- Ludwigshafen (Rhein) Hbf (S 1, S. 2, S. 3, S. 4, S. 6, RE 4)
- Ludwigshafen (Rhein) Mitte (S 1, S. 2, S. 3, S. 4, S. 6, RE 1, RE 14)
- Ludwigshafen-Mundenheim (S 2, S. 4)
- Ludwigshafen-Oggersheim (S 6)
- Ludwigshafen-Rheingönheim (S 2, S. 4)
- Ludwigshafen (Rhein) BASF Süd (S 4) – nur für BASF-Werksangehörige mit Ausweis
- Ludwigshafen (Rhein) BASF Mitte (S 4) – nur für BASF-Werksangehörige mit Ausweis
- Ludwigshafen (Rhein) BASF Nord (S 4) – nur für BASF-Werksangehörige mit Ausweis

Neben den fünf Linien der S-Bahn RheinNeckar gibt es Regionalzüge in Richtung Mainz, Karlsruhe und Saarbrücken.

#### S-Bahn RheinNeckar
| Linie | Strecke | Taktfrequenz                | Fahrzeug |
| ----- | --- | --------------------------- | -------- |
| S 1   | Homburg – Kaiserslautern – Neustadt/W – Schifferstadt – Ludwigshafen – Mannheim – Heidelberg – Mosbach – Osterburken                                                         | Stundentakt                 | BR 425   |
| S 2   | Kaiserslautern – Neustadt/W – Schifferstadt – Ludwigshafen – Mannheim – Heidelberg – Mosbach                                                                                 | Stundentakt                 | BR 425   |
| S 3   | Germersheim – Speyer – Schifferstadt – Ludwigshafen – Mannheim – Heidelberg – Bruchsal – Karlsruhe                                                                           | Stundentakt                 | BR 425   |
| S 4   | Germersheim – Speyer – Schifferstadt – Ludwigshafen – Mannheim – Heidelberg – Bruchsal                                                                                       | Stundentakt                 | BR 425   |
| S 4   | Ludwigshafen BASF – Ludwigshafen Hbf (– Schifferstadt – Kaiserslautern / – Germersheim – Wörth) (BASF-Werkzüge die ab Ludwigshafen Hbf von jedermann benutzt werden können.) | Stundentakt (einzelne Züge) | BR 425   |
| S 6   | Mainz – Worms – Frankenthal – Ludwigshafen – Mannheim (– Weinheim – Bensheim)                                                                                                | Halbstundentakt             | Mireo    |

#### Regionalexpresslinien
| Linie | VRN-Tabelle | Strecke | Taktfrequenz    | Fahrzeug | Betreiber |
| ----- | ----------- | --- | --------------- | -------- | --------- |
| RE 1  | RE 1        | Mannheim – Ludwigshafen (Rhein) Mitte – Neustadt (Weinstr.) – Kaiserslautern – Homburg – Saarbrücken – Trier – Koblenz | Stundentakt     | FLIRT 3  | SÜWEX     |
| RE 4  | RE 4        | Frankfurt – Mainz – Worms – Ludwigshafen Hbf – Speyer – Germersheim – Graben-Neudorf – Karlsruhe                       | Zweistundentakt | FLIRT 3  | SÜWEX     |
| RE 14 | RE 14       | Frankfurt – Mainz – Worms – Ludwigshafen (Rhein) Mitte – Mannheim Hbf                                                  | Zweistundentakt | FLIRT 3  | SÜWEX     |

### Stadtbahnlinien
| Linie | Strecke |
| ----- | --- |

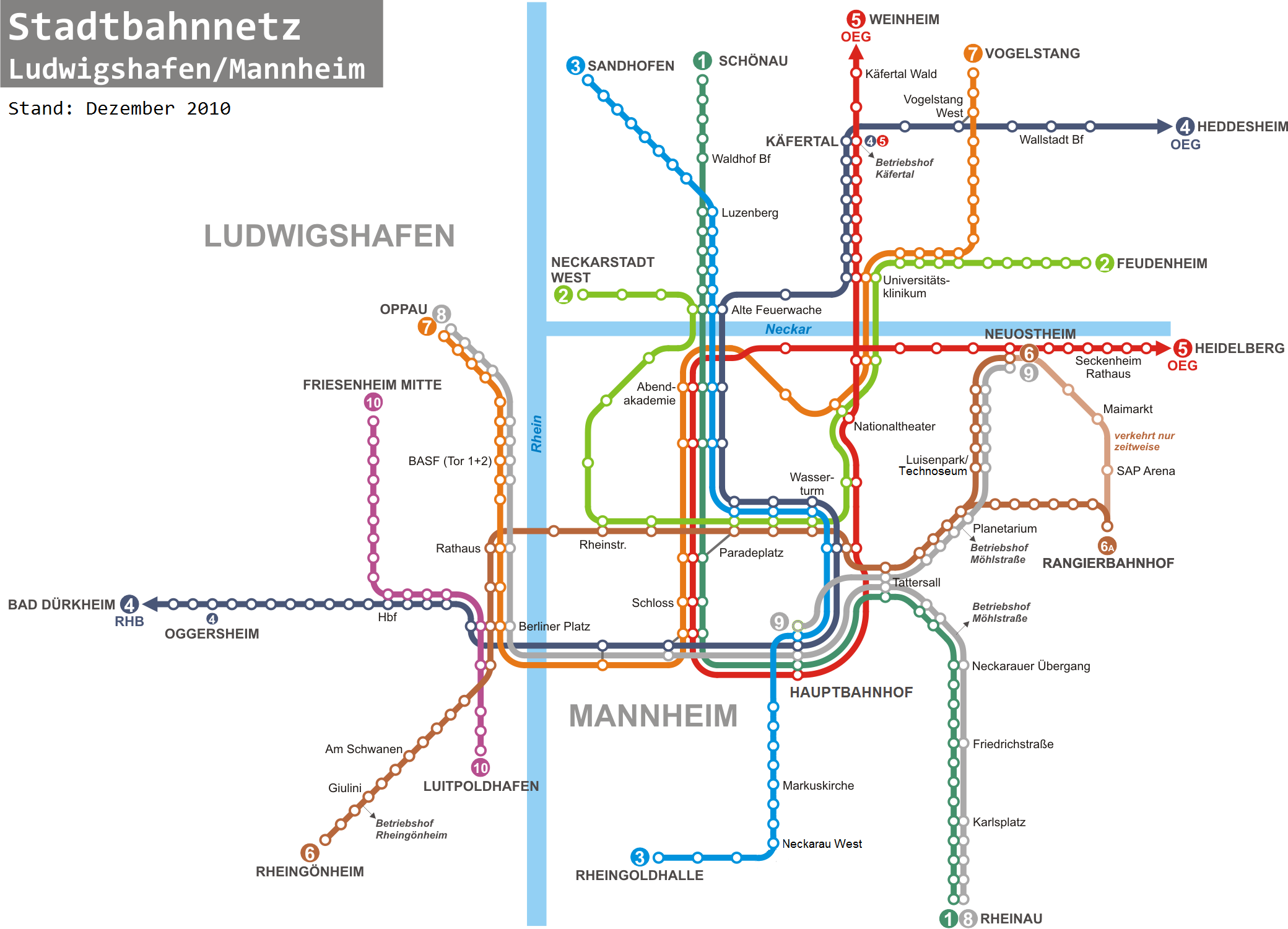
Schematischer Plan der Straßenbahn in Mannheim und Ludwigshafen (nach Dez. 2010)

| 4     | (Bad Dürkheim –) LU Oggersheim (Comeniusstr.) – MA Waldfriedhof: (Bad Dürkheim – Ellerstadt – Fußgönheim – Maxdorf – Ruchheim –) LU Oggersheim (Comeniusstr.) – Hans-Warsch-Platz – LU Hauptbahnhof – Berliner Platz (Bf LU Mitte) – MA Hauptbahnhof – Paradeplatz – Schafweide – Universitätsklinikum – Bonifatiunskirche – Waldfriedhof                                                          |
| 4A    | (Bad Dürkheim –) LU Oggersheim (Comeniusstr) – MA Käfertaler Wald: (Bad Dürkheim – Ellerstadt – Maxdorf – Ruchheim –) LU Oggersheim – Hans-Warsch-Platz – LU Hauptbahnhof – Berliner Platz (Bf LU Mitte) – MA Hauptbahnhof – Paradeplatz – Schafweide – Universitätsklinikum – Bonifatiuskirche – Käfertaler Wald                                                                                  |
| 6     | Rheingönheim Neubruch – Neuostheim: Rheingönheim – Mundenheim – Berliner Platz (Bf LU Mitte) – LU Rathaus – Rheinstraße – MA Rathaus – Paradeplatz – MA Hauptbahnhof – Tattersall – Planetarium – Neuostheim (– Maimarktgelände – SAP Arena – SAP Arena S-Bahnhof; nur nachmittags und bei Veranstaltungen) → Die Fahrt 19:58 Uhr ab Rheingönheim verkehrt ab Neuostheim weiter als 5 nach Edingen |
| 6A    | Rheingönheim Neubruch – Sap-Arena-S-Bahnhof: Rheingönheim – Mundenheim – Berliner Platz (Bf LU Mitte) – LU Rathaus – Rheinstraße – MA Rathaus – Paradeplatz – Wasserturm – Tattersall – Planetarium – Neuhermsheim – SAP Arena Süd – SAP-Arena S-Bahnhof |
| 7     | Vogelstang – Oppau F-Haber Straße (BASF Tor 12+13): Vogelstang – MA Hauptfriedhof – Nationaltheater – Abendakademie – Paradeplatz – Schloss – Berliner Platz – LU Rathaus – BASF – Oppau F-Haber-Straße (BASF Tor 12+13) |
| 8     | [Expresslinie] Oppau F-Haber Straße (BASF Tor 12+13) – Krappmühlstraße (– Rheinau Bahnhof): Oppau F-Haber Straße (BASF Tor 12+13) – BASF – LU Rathaus – Berliner Platz (Bf LU Mitte) – MA Hauptbahnhof – Tattersall – Krappmühlstraße (– Rheinau Bahnhof) |
| 9     | [Expresslinie] Bad Dürkheim – MA Luisenpark/Technoseum (-Neuostheim) Bad Dürkheim – Ellerstadt Ost – Maxdorf – Ruchheim – Oggersheim Hans-Warsch-Platz – LU Hauptbahnhof – Berliner Platz (Bf LU Mitte) – MA Hauptbahnhof – Luisenpark/Technoseum (– Neuostheim) |
| 10    | Luitpoldhafen – Friesenheim Mitte: Luitpoldhafen – Berliner Platz (Bf LU Mitte) – LU Hauptbahnhof – LU Klinikum – Friesenheim Mitte |

- Alle Linien werden von der Rhein-Neckar-Verkehr GmbH (RNV) betrieben.

### Stadtbuslinien

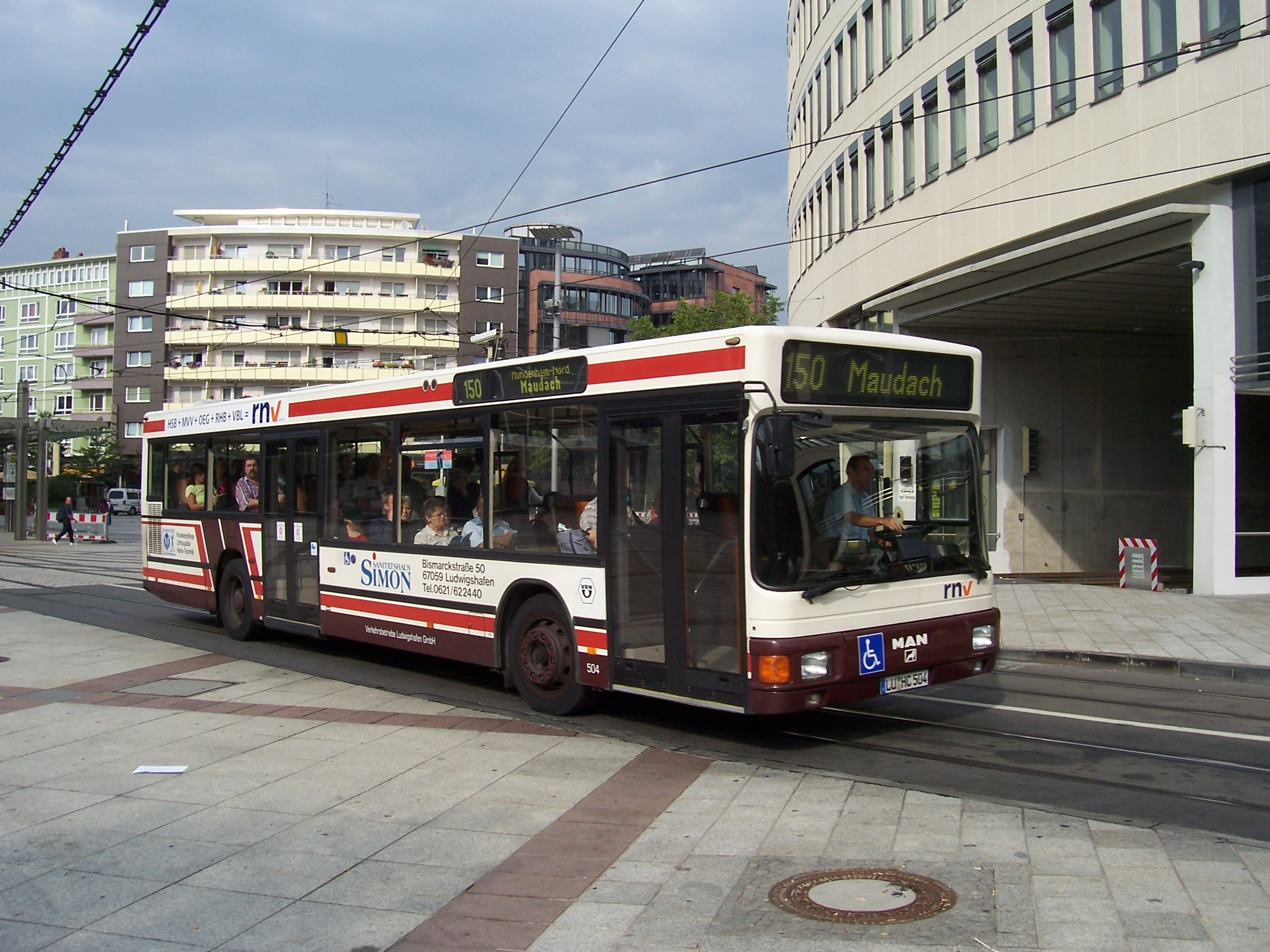
VBL NL 202 am Berliner Platz, Dieser Wagen wurde durch Neuere Citaros Ersetzt

- 70 Oggersheim Adolf-Kolping-Straße – Hans-Warsch-Platz – Sternstraße – Rheinfeldstraße – Goerdelerplatz – Marienkirche – LU Rathaus – LU Hbf
- 71 LU Rathaus – Industriestraße – Oggersheim Hans-Warsch-Platz – Notwende (Verkehrt nur Mo–Sa)
- 72 Mo–Sa: Melm/Notwende  – Hans-Warsch-Platz – Speyerstraße – Westlich B 9 – Oderstraße – Am Hüttengraben – Baustraße – Ruchheim Schloss – Ruchheim RHB – Am Herrschaftsweiher; So: Am Herrschaftsweiher – Ruchheim RHB – Ruchheim Schloss – Baustraße – Am Hüttengraben – Speyerer Straße – Hans-Warsch-Platz – Buschwegbrücke – Am Schelmenherschel – Am Weidenschlag – Notwende – Heinz-Schifferdecker-Straße – Hans-Warsch-Platz – Speyerer Straße – Am Hüttengraben – Baustraße – Ruchheim Schloss – Ruchheim RHB – Am Herrschaftsweiher
- 73 (Mo–Sa) Otto-Thiele-Platz – Hochfeldstraße – Volkshaus – Marienkrankenhaus – Maudach Gemeindehaus (über Breite Straße) – Riedstraße – Nelkestraße – Irisstraße – Wasserwerk – Speyererstraße – Hans-Warsch-Platz – Oggersheim Bahnhof
- 74 LU Rathaus – LU Hbf – Bayreuther Straße – Heuweg – Karlsbader Straße – Niederfeld – Damaschkestraße – (So über Otto-Thiele-Platz) – Hochfeldstraße – Kallstadter Straße – Leininger Straße – Marienkrankenhaus – Bahnhof Mundenheim – Am Schwanen – Feuerwache – Bgm.-Krafft-Platz – LU Berliner Platz
- 75 LU Berliner Platz – LU Hbf – Val.-Bauer-Siedlung – LU Hochschule – Mundenheim Friedhof – Hochfeldstraße – Marienkrankenhaus – Pommernstraße – Rheingönheim Bahnhof – Rheingönheim
- 76 LU Berliner Platz – Rhein-Galerie – LU Hochschule – Achtmorgenstraße – Knappenwegstraße – Maudacher Straße – Marienkrankenhaus – Maudacher Bruch – Maudach Ortseingang – Maudach Gemeindehaus – Maudach Ortsmitte – Krappstraße – Maudach
- 77 LU Berliner Platz – Walzmühle – Rheinallee – Drehbrücke – Parkinsel – Schwanthalerplatz – Rheinallee – Walzmühle – LU Berliner Platz (Fährt am Wochenende nachts als Ruftaxi)
- 78 BASF Süd – Goerdelerplatz – Marienkirche – LU Hbf – Val.-Bauer-Siedlung – LU Hochschule – Gartenstadt Hochfeldstraße – Kallstadter Strasse – Leininger Strasse – Maudacher Bruch – Maudach Ortsmitte – Krappstraße – Maudach (nur Werktags HVZ)
- 80 BASF Süd – Goerdelerplatz – Marienkirche – Val.-Bauer-Siedlung – LU Hochschule – Mundenheim Bahnhof
- 83 Oppau – BASF Tor 12 – Oppau Friedhof – Edigheim Friedhof – Ostringplatz – Karl-Schweizer-Park – Bartholomäus-Kirche – MA Sandhofen (Nur Werktags HVZ)
- 84 Oppau – Oppau Gemeindehaus – Edigheim Kirche – Pfingstweide Brüsseler Ring – Frankenthal Hallenbad – Altenheim – Frankenthal Hbf
- 85 (Mo–Sa) Oppau – Oppau West
- 86 Oppau – Oppau Gemeindehaus – Edigheim Wolfsgrube – Edigheim Kirche – Oppau Gemeindehaus – Oppau
- 87 Oppau (So über Fahrweg Linie 85 bis Kurt-Schumacher-Straße) – Edigheim Kirche – Pfingstweide Brüsseler Ring – Pfingstweide Londoner Ring – (Pfingstweide Nachtweide)
- 88 (Saisonale Buslinie, Bedienung nur im Sommer) Oppau/Ebertpark/Hans-Warsch-Platz – Freibad Willersinn
- 89 Oppau – BASF – Friesenheim Mitte – Froschlache – Hans-Warsch-Platz – Oggersheim Bahnhof – Notwende – Karl-Dillinger-Straße

Alle Stadtbuslinien werden von der RNV im Auftrag der VBL betrieben, bzw. auch durch Auftragsverkehre: BRN, Rautouristik, V-Bus, Beth.

### Regionalbuslinien
Dürk Reisen:
- 467 Oggersheim Hans-Warsch-Platz – Studernheim – Frankenthal

PalatinaBus
- 570 (Valentin-Bauer-Siedlung – Arbeitsamt – Berliner Platz –) Rheingönheim – Altrip (nur Mo–Sa)
- 571 (Valentin-Bauer-Siedlung –) Arbeitsamt / BASF Tor 11 – Berliner Platz – Mundenheim – Gartenstadt – Maudach – Mutterstadt Pfalzring – Dannstadt Ort – Dannstadt VG (Rathaus) – Hochdorf-Assenheim – Haßloch (nur Mo–Sa)
- 572 (Valentin-Bauer-Siedlung –) (Arbeitsamt / BASF Tor 11 – Berliner Platz –) Rheingönheim – Neuhofen – Waldsee – Otterstadt – Speyer (– Mechtersheim)
- 580 Arbeitsamt / BASF Tor 11 – Berliner Platz – Autobahn – Schauernheim – Dannstadt VG Rathaus – Rödersheim – Deidesheim (– Ruppertsberg) (nur Mo–Sa)
- 580 Berliner Platz – Mundenheim – Gartenstadt – Mutterstadt – Dannstadt VBG Rathaus (nur Mo–Fr)
- 580 Berliner Platz – Mundenheim – Gartenstadt – Mutterstadt – Dannstadt Ort – Schauernheim – Hochdorf – Rödersheim – Meckenheim (Deidesheim – Ruppertsberg) (nach 20 Uhr, Sonntags)
- 581 Arbeitsamt / BASF Tor 11 – Berliner Platz – Gartenstadt – Maudach – Mutterstadt – Limburgerhof Bf
- 582 Rheingönheim – Neuhofen – Limburgerhof Bf
- 585 Oggersheim IGSLO – Mutterstadt – Limburgerhof Bf (– Rheingönheim) (Schülerverkehr)
- 585 Valentin-Bauer-Siedlung – Arbeitsamt – Berliner Platz – Mundenheim K.-Burger-Str. – Limburgerhof Einsteinallee (Schülerverkehr)
- 587 Limburgerhof Bf - Mutterstadt - Oggersheim H.-Warsch-Pl. u. zurück (nur Mo–Sa)

Die Linie 580 verkehrt ab Berliner Platz Mo–Sa immer kurz nach der halben Stunde als Schnellbus über die Autobahn nach Dannstadt-Schauernheim und fährt von dort über Rödersheim nach Deidesheim, einzelne Fahrten auch bis Ruppertsberg. Mo–Fr zwischen 8 und 20 Uhr fährt zusätzlich ein Verstärkerbus immer kurz vor der vollen Stunde ab Berliner Platz über Mutterstadt nach Dannstadt VG Rathaus, wo er zur vollen Stunde ankommt und den gleichen Weg wieder zurück fährt. Nach 20 Uhr sowie sonn- und feiertags fährt die Linie 580 grundsätzlich über Mutterstadt nach Dannstadt und bedient auch Hochdorf.
Einige Fahrten der Linien 460 bis 463 und 476 aus dem Raum Frankenthal/Grünstadt werden am Morgen und Mittag bis zur BASF verlängert.
Die Linien 462, 463 und 467 werden von der Fa. Dürk Reisen aus Frankenthal betrieben. Die Linien 460 und 461 betreiben die Verkehrsbetriebe Leininger Land-Eistal-Bus GmbH. Seit 14. Juni 2015 wird das Linienbündel „Rheinpfalz“ (Linien 570 bis 586, sowie die Linien 482, 483 und 484), das zuvor von BRN betrieben wurde, vom Edenkobener Busunternehmen PalatinaBus betrieben.

### Besondere Verkehre

#### Nachtbuslinien
- 90 Berliner Platz – Friesenheim Sternstraße – Oggersheim – Notwende/Melm
- 94 Berliner Platz – Mundenheim – Marienkrankenhaus – Niederfeld
- 95 Berliner Platz – Valentin-Bauer-Siedlung Süd – Bliesstraße – Bayreuther Straße – Bliesstraße – Marienkrankenhaus – Maudach
- 96 Berliner Platz – Mundenheim – Rheingönheim – Neuhofen
- 97 Berliner Platz – Rhein Galerie – BASF – Friesenheim – Oppau – Edigheim – (Wolfsgrube –) Pfingstweide
- 6 Berliner Platz – LU Rathaus – Mannheim Rathaus – Paradeplatz – Tattersall – Luisenpark – Neuostheim – SAP Arena – Neuhermsheim

Am Paradeplatz besteht Anschluss an den Nachtverkehr in Mannheim.
Die Nachtbusse fahren Sonntag bis Donnerstag ab 21 Uhr bis 1 Uhr und von Freitag auf Samstag sowie Samstag auf Sonntag 21 Uhr bis 9 Uhr als Ersatz für diverse Straßenbahn- und Buslinien im 30-Minuten-Takt, ab 23:30 Uhr im 60-Minuten-Takt. Während dieser Zeit verkehrt neben den Nachtbussen nur noch die Straßenbahnlinie 4 (nur bis ca. 1 Uhr). Die Strecke Berliner Platz/Pfalzbau – Wittelsbachplatz – Südwest Stadion – Mundenheim Nord – Am Schwanen – Giulini wird bis ca. 0:30 von Einrückern mit Fahrgastmitnahme als Linie E in unregelmäßigem Takt befahren. Damit unterscheidet sich Ludwigshafen deutlich vom öffentlichen Verkehr in Mannheim, das den Straßenbahnverkehr in den Abendstunden aufrechterhält und zum Teil sogar im 20-Minuten-Takt betreibt.
Alle Linien werden von der RNV / (Linie 90+97 einzelne Fahrten VBus) im Auftrag der VBL betrieben.

#### Expresszüge
Zur Verstärkung im Berufsverkehr werden montags bis freitags einige zusätzliche Stadtbahnfahrten auf Expresslinien angeboten, die nicht an allen Haltestellen halten:
- 8X (Expresslinie) Rheinau Bf – Neckarau – MA Hauptbahnhof – Berliner Platz – Rathaus – BASF – Oppau (20-Minuten-Takt in der HVZ)
- X (Expresslinie) Bad Dürkheim – Ellerstadt – Maxdorf – Ruchheim – Oggersheim – LU Hauptbahnhof – LU Rathaus – BASF – Oppau (Hält zwischen Bad Dürkheim und Oggersheim an allen Haltestellen; morgens zwei Fahrten Bad Dürkheim→Oppau und eine Fahrt Oppau→Oggersheim; mittags eine Fahrt Oppau→Bad Dürkheim)

Eine weitere Expresslinie für den Freizeitverkehr verkehrt seit April 2008 sonn- und feiertags als „RNV-Express“ von Heidelberg über Mannheim und Ludwigshafen nach Bad Dürkheim:
- RNV-Express (9X) Heidelberg – Mannheim – Ludwigshafen – Bad Dürkheim (nur an Sonn- und Feiertagen ab 27. April 2008), verbindet als RNV-Express die beiden schmalspurigen Eisenbahnen OEG und RHB.

Die Linien werden von der RNV im gemeinsamen Auftrag der MVV Verkehr AG und der VBL betrieben.

#### Ruftaxis
- 1002 Rheingönheim – Altrip (Ersatz für Linie 570 in Schwachverkehrszeit)
- 1071 Rathaus – Ebertpark Süd (Nur Sonntags)
- 1072 Oggersheim, Hans-Warsch-Platz – Ruchheim
- 1077 Berliner-Platz – Bürgermeister-Krafft-Platz – Parkinsel – Rheinallee – Berliner Platz
- 4986 Oggersheim – Mutterstadt
- 5971 Rheingönheim – Neuhofen – Limburgerhof / Waldsee – Otterstadt (nur Spät- und Sonntagsverkehr)

Die Ruftaxis müssen mind. 30 – 60 Minuten vor der gewünschten Abfahrt telefonisch bestellt werden. Es gilt ein besonderer Tarif, bei dem aber Jahres- und Halbjahreskarten des VRN akzeptiert werden.